# Liste der Monuments historiques in Assencières
Die Liste der Monuments historiques in Assencières führt die Monuments historiques in der französischen Gemeinde Assencières auf.

## Liste der Objekte
| Bezeichnung                                                     | Beschreibung | Standort                                  | Kennzeichnung | Schutzstatus | Datum | Bild |
| --------------------------------------------------------------- | --- | ----------------------------------------- | ------------- | ------------ | ----- | ---- |
| Skulptur Heiliger Fiacrius                                      | Kalkstein, farbig gefasst, 16. Jahrhundert                                                                                       | in der Kirche St-Pierre-et-St-Paul (Lage) | PM10000053    | Classé       | 1961  |      |
| Kruzifix                                                        | Gips, farbig gefasst, 19. Jahrhundert                                                                                            | in der Kirche St-Pierre-et-St-Paul (Lage) | PM10004519    | Inscrit      | 1984  |      |
| Prozessionskreuz                                                | Kupfer, versilbert, um 1700 | in der Kirche St-Pierre-et-St-Paul (Lage) | PM10000052    | Classé       | 1959  |      |
| Skulptur Petrus                                                 | Eichenholz, 16. Jahrhundert | in der Kirche St-Pierre-et-St-Paul (Lage) | PM10003454    | Classé       | 1995  |      |
| Glorienschein eines Retabels                                    | Holz, vergoldet, 18. Jahrhundert                                                                                                 | in der Kirche St-Pierre-et-St-Paul (Lage) | PM10004478    | Inscrit      | 1985  |      |
| Weihwasserbecken                                                | Gusseisen, 17. Jahrhundert | in der Kirche St-Pierre-et-St-Paul (Lage) | PM10004523    | Inscrit      | 1985  |      |
| Hauptaltar                                                      | Altartisch, Tabernakel und Retabel; Eichenholz, 18. Jahrhundert                                                                  | in der Kirche St-Pierre-et-St-Paul (Lage) | PM10004479    | Inscrit      | 1985  |      |
| Skulptur Madonna mit Kind                                       | Kalkstein, farbig gefasst und vergoldet, erste Hälfte des 16. Jahrhunderts                                                       | in der Kirche St-Pierre-et-St-Paul (Lage) | PM10000049    | Classé       | 1908  |      |
| Kirchenfenster Marientod                                        | bezeichnet 1510 | in der Kirche St-Pierre-et-St-Paul (Lage) | PM10000050    | Classé       | 1908  |      |
| Skulpturengruppe Christus und zwei Engel mit Passionswerkzeugen | Holz, farbig gefasst, 16. Jahrhundert; die Christusfigur vermutlich gestohlen, die Engel im Kathedralschatz von Troyes deponiert | in der Kirche St-Pierre-et-St-Paul (Lage) | PM10000051    | Classé       | 1913  |      |